# 美川町 (山口県)
美川町（みかわちょう）は、かつて山口県の東部 (玖珂郡) に存在した町である。2006年3月20日、旧岩国市および玖珂郡内の町村（和木町を除く）の合併により新たな岩国市となり、旧美川町は岩国市美川町（みかわまち）となった。
町内を南北に錦川が流れ、昔はタングステン等の鉱山で栄えた町であった。1993年の閉山後、坑道の一部は1996年より第三セクター運営のテーマパーク「地底王国美川ムーバレー」となった。

## 隣接する自治体
- 岩国市
- 玖珂郡：錦町、美和町、本郷村、周東町

## 歴史
- 1955年（昭和30年）7月20日 - 河山村・桑根村が合併して美川村が発足。
- 1959年（昭和34年）4月1日 - 美川村が町制施行して美川町となる。
- 2005年（平成17年）9月6日 - 台風14号の影響により錦川が氾濫し、南桑（なぐわ）地区を中心に多数の世帯で家屋が浸水。
- 2006年（平成18年）3月20日 - 岩国市・由宇町・玖珂町・本郷村・周東町・錦町・美和町と合併し、改めて岩国市が発足。同日美川町廃止。

## 大字
- 小川（こがわ）
- 四馬神（しめがみ）
- 添谷（そえだに）
- 南桑（なぐわ）
- 根笠（ねかさ）

## 交通

### 鉄道
- 錦川鉄道
  - 椋野駅 - 南桑駅 - 根笠駅 - 河山駅 - 柳瀬駅

### 路線バス
- 美川町営バス

### 道路
- 一般国道
  - 国道187号
- 主要地方道
  - 山口県道5号周東美川線
  - 山口県道69号徳山本郷線
- 一般県道
  - 山口県道133号根笠周東線

## 名所・旧跡・観光
- 地底王国美川ムーバレー - 鉱山の坑道跡を利用したテーマパーク。
- 観音水車でかまるくん - 町産の杉を使用した木造の大水車。
- カジカガエル生息地（天然記念物）